# 1. ŽNL Istarska 2010./11.
Ovaj članak je podtema članka: 5. rang HNL-a 2010./11.

1. ŽNL Istarska  u sezoni 2010./11. je predstavljala prvi stupanj županijske lige u Istarskoj županiji, te ligu petog stupnja hrvatskog nogometnog prvenstva. 
 
Sudelovalo je 14 klubova, a prvak je bio klub "Omladinac 1952" iz Barbana. 

## Sustav natjecanja
14 klubova je igralo dvokružnu ligu (26 kola). 

## Ljestvica
| mj. | klub                           | ut. | pob. | ner. | por. | gol+ | gol- | bod |
| --- | ------------------------------ | --- | ---- | ---- | ---- | ---- | ---- | --- |
| 1.  | Omladinac 1952 Barban          | 26  | 15   | 8    | 3    | 49   | 18   | 53  |
| 2.  | Vrsar                          | 26  | 14   | 5    | 7    | 56   | 28   | 47  |
| 3.  | Ližnjan                        | 26  | 14   | 5    | 7    | 43   | 33   | 47  |
| 4.  | Banjole                        | 26  | 11   | 7    | 8    | 25   | 25   | 40  |
| 5.  | Funtana                        | 26  | 11   | 6    | 9    | 54   | 36   | 49  |
| 6.  | Smoljanci Sloboda Svetvinčenat | 26  | 10   | 8    | 8    | 40   | 32   | 38  |
| 7.  | Veli Vrh Pula                  | 26  | 10   | 7    | 9    | 36   | 39   | 37  |
| 8.  | Marčana                        | 26  | 8    | 11   | 7    | 32   | 32   | 35  |
| 9.  | Štinjan Pula                   | 26  | 10   | 5    | 11   | 41   | 46   | 35  |
| 10. | Galižana                       | 26  | 7    | 10   | 9    | 44   | 41   | 31  |
| 11. | Pomorac Krnica                 | 26  | 7    | 8    | 11   | 31   | 36   | 29  |
| 12. | Buzet                          | 26  | 7    | 6    | 13   | 28   | 49   | 27  |
| 13. | Potpićan Učka '72              | 26  | 7    | 4    | 15   | 28   | 57   | 25  |
| 14. | Raša 1938                      | 26  | 3    | 6    | 17   | 27   | 62   | 15  |

## Rezultatska križaljka
| kratica | klub                           | BANJ | BUZ | FUN | GAL | LIŽ | MAR | OML | POM | POTU | RAŠ | SMOS | ŠTI | VELV | VRS |
| --- | ------------------------------ | ---- | --- | --- | --- | --- | --- | --- | --- | ---- | --- | ---- | --- | ---- | --- |
| BANJ | Banjole                        |      |     |     |     |     |     |     |     |      |     |      |     |      |     |
| BUZ | Buzet                          |      |     |     |     |     |     |     |     |      |     |      |     |      |     |
| FUN | Funtana                        |      |     |     |     |     |     |     |     |      |     |      |     |      |     |
| GAL | Galižana                       |      |     |     |     |     |     |     |     |      |     |      |     |      |     |
| LIŽ | Ližnjan                        |      |     |     |     |     |     |     |     |      |     |      |     |      |     |
| MAR | Marčana                        |      |     |     |     |     |     |     |     |      |     |      |     |      |     |
| OML | Omladinac 1952 Barban          |      |     |     |     |     |     |     |     |      |     |      |     |      |     |
| POM | Pomorac Krnica                 |      |     |     |     |     |     |     |     |      |     |      |     |      |     |
| POTU | Potpićan Učka '72              |      |     |     |     |     |     |     |     |      |     |      |     |      |     |
| RAŠ | Raša 1938                      |      |     |     |     |     |     |     |     |      |     |      |     |      |     |
| SMOS | Smoljanci Sloboda Svetvinčenat |      |     |     |     |     |     |     |     |      |     |      |     |      |     |
| ŠTI | Štinjan Pula                   |      |     |     |     |     |     |     |     |      |     |      |     |      |     |
| VELV | Veli Vrh Pula                  |      |     |     |     |     |     |     |     |      |     |      |     |      |     |
| VRS | Vrsar                          |      |     |     |     |     |     |     |     |      |     |      |     |      |     |
| |                                |      |     |     |     |     |     |     |     |      |     |      |     |      |     |
| podebljan rezultat - utakmice od 1. do 13. kola (1. utakmica između klubova) rezultat normalne debljine - utakmice od 14. do 26. kola (2. utakmica između klubova) rezultat nakošen - nije vidljiv redoslijed odigravanja međusobnih utakmica iz dostupnih izvora rezultat smanjen * - iz dostupnih izvora nije uočljiv domaćin susreta prekrižen rezultat - poništena ili brisana utakmica p - utakmica prekinuta 3:0 p.f. / 0:3 p.f. - rezultat 3:0 bez borbe n.i. - nije igrano |                                |      |     |     |     |     |     |     |     |      |     |      |     |      |     |

 Izvori: 